# Leandro López
Leandro López (Posadas, Argentina, 16 de febrero de 1992) es un futbolista argentino. Juega de volante y su equipo actual es  Guarani Antonio Franco del Torneo Federal A. Comenzó jugando en las inferiores de Guaraní Antonio Franco el equipo de sus amores, a los 15 años debutó en primera local a las órdenes de Telmo Gómez enfrentando al Club La Picada un equipo de posadas. A los 17 años (2011) fue a jugar a Tucumán a unos de los equipos más importante de dicha ciudad Club Atlético San Martín de Tucumán, en ese entonces el equipo jugaba en primera división del fútbol argentino, dirigía Carlos Roldan. No llegó a jugar en el primer equipo.
En 2012 volvió a Guaraní y tuvo una lesión en la rodilla, la famosa rotura de ligamentos por lo cual lo dejaría un año a fueras de las canchas.
Terminando el año 2012 fue al sur de la Argentina a la provincia de Río Negro en la ciudad de Bariloche en el Club Deportivo Cruz del Sur por lo cual estuvo un año sin poder jugar por el motivo de que los de misiones no le querían dar el pase definitivo, entonces en 2013 decidió volver una vez más a Guaraní en el que dirigía José María Bianco. Allí pasaría uno de sus mejores momentos, teniendo un buen año jugando en la liga local de posadas ganando títulos y marcando goles importantes.
En 2014 llegó el debut en el Argentino A fue en la última fecha en Salta frente a Centro Juventud Antoniana entrando en el segundo tiempo y haciendo un regular partido. Ese campeonato guaraní asciende a la B nacional ganándole en la final a Club Atlético Juventud Unida Universitario, así Leandro tiene su primer ascenso con el club.
Ya en 2015, no podía jugar en nacional B porque el club no lo hizo firmar contrato, pasaron unos meses y decidieron darle a préstamo a Jorge Gibson Brown un club de posadas que juega el Torneo Federal B. y dirige Carlos Suirez.
Disputó 9 partidos en el Torneo Federal B., metiendo un gol y teniendo continuidad. Ese año Brown termina mal en la tabla y no logra clasificar.
En 2016 vuelve a Guaraní ya que su préstamo finalizó, y con la llegada de Sebastián Pena logra ser tenido en cuenta.

## Clubes
| Club                                | País      | Año               |
| ----------------------------------- | --------- | ----------------- |
| Club Guaraní Antonio Franco         | Argentina | 1992 - 2011       |
| Club Atlético San Martín de Tucumán | Argentina | 2011 - 2012       |
| Club Guaraní Antonio Franco         | Argentina | 2012              |
| Club Deportivo Cruz del Sur         | Argentina | 2012 - 2013       |
| Guaraní Antonio Franco              | Argentina | 2013 - 2015       |
| Jorge Gibson Brown                  | Argentina | 2015 - 2016       |
| Guaraní Antonio Franco              | Argentina | 2016 - actualidad |

¨
- Datos: Q974446